# لايم (مغنية)
كيم هي لايم (هانغل: 김혜림 ولدت بتاريخ 19 يناير 1993), عرفت بإسمها الفني لايم. هي مغنية راب ومغنية وملحنة وراقصة من كوريا الجنوبية. عرفت بأنها الراقصة الرئيسية ومغنية الراب الأساسية ومغنية فرعية في فرقة الفتيات الكورية الجنوبية هيلو فينوس. لايم ظهرت لأول مرة في تاريخ 9 مايو 2012., مع باقي عضوات الفرقة.

## مهنتها

### قبل الظهور
لايم كانت جزء من برنامج تدريبي يدعى «بي سكول قيرلز» وكانت من المتوقع أن تصبح عضوة في فرقة الفتيات آفتر سكول، لكن بدلاً من ذلك تم اختيارها كعضوة في هيلو فينوس. كانت أيضاً قبل الظهور عضوة في فرقة فتيات تدعى فيفا قيرلز تضم العديد من الفتيات أمثال كيونغري من ناين ميوسز و سيومي عضوة فرقة كيس أند كراي السابقة وووهي من دال شابيت والكثير لكن الفرقة تفككت قبل الظهور وكل فتاة ذهبت لشركة مختلفة. 

### 2013- حتى الآن: لقاء معجبين وعودة الفرقة وشو مي ذا موني
في 26 فبراير، وبعد مرور 9 أشهر على ترسيم الفرقة. الفرقة قامت بعمل أول لقاء معجبين، حيث قاموا بدعوة 200 معجب لهذا الحدث الذي استمر لمدة ساعاتان ونصف الساعة. التذاكر لهذا الحدث بيعت بالكامل في 5 دقائق، قاموا في هذا الحدث بغناء العديد من الأغاني مثل «فينوس» و «مثل الموجة» و «ماذا تفعل اليوم؟» 
لايم أيضاً قامت بعمل كوفرز لأغاني مثل «رينق ماي بيل» مع يويونغ وأغنية «باي باي باي» مع أليس. 
ألبوم هيلو فينوس المصغر الثالث بدأ بالمرتبة #6 في مخطط غاون للموسيقى لمخطط الألبومات الوطنية. الألبوم المصغر باع أكثر من 8 ألاف نسخة في شهر مايو فقط. 
بعد مرور سنة بدون أي أعمال هيلو فينوس عادوا مع أغنية جديدة بعنوان «ستيكي ستيكي» مع عضوتان جديدتان.
في بداية 2015 هيلو فينوس أصدروا أغنية جديدة تدعى «ويقل ويقل» 
لايم تقدمت لأختبار أداء برنامج المواهب شو مي ذا موني لكنها فشلت في المرور من أول جولة  

### كتابة الأغاني
لايم سبق وأن كتبت كلمات الراب لعدة أغاني من ضمنها أغنية Hello و Winter Fantasy و Would You Like To Stay For Tea? وغيرها الكثير.

## فيلموغرافيا

### مسلسلات تيلفيزونية
| السنة | العنوان                | الدور | القناة | ملاحظات               |
| ----- | ---------------------- | ----- | ------ | --------------------- |
| 2013  | After School Bokbulbok |       | NATE   | ظهور خاص في الحلقة 1. |

### البرامج التيليفزونية
| السنة | العنوان            | القناة              | ملاحظات |
| ----- | ------------------ | ------------------- | ------- |
| 2012  | ولادة فينوس        | مؤسسة منهوا للإذاعة |         |
| 2013  | مرحبا مدرسة الجمال | نظام البث الكوري    | ضيفة    |
| 2013  | ويكلي آيدول        | MBC Every1          | ضيفة    |

## وصلات خارجية
- لايم على موقع ميوزك برينز (الإنجليزية)
- Hello Venus' Official Homepage